# Liste der Trainer des Club América
Die nachstehende Liste nennt alle Trainer der Fußballmannschaft des Club América:
| Jahr(e)   | Trainer                             |
| --------- | ----------------------------------- |
| 1917–1919 | E. Cenoz und Rafael Garza Gutiérrez |
| 1919–1920 | Spollet und Rafael Garza Gutiérrez  |
| 1920–1926 | Rafael Garza Gutiérrez              |
| 1926–1928 | Percy Clifford                      |
| 1928–1929 | Percy Clifford und Braski           |
| 1929–1930 | Rafael Garza Gutiérrez              |
| 1931–1933 | Salvador Briseño                    |
| 1933–1935 | Rafael Garza Gutiérrez              |
| 1935      | Ernesto Sota                        |
| 1935–1941 | Rafael Garza Gutiérrez              |
| 1941–1942 | Martino César                       |
| 1942      | Rafael Garza Gutiérrez              |
| 1942–1945 | Luis Regueiro                       |
| 1945–1949 | Rafael Garza Gutiérrez              |
| 1949–1952 | Octavio Vial                        |
| 1952      | Jorge Orth und José Luis Borbolla   |
| 1952–1953 | Donato Alonso und Octavio Vial      |
| 1953–1955 | Octavio Vial                        |
| 1955–1956 | Norberto Iacono                     |
| 1956      | Manuel Gutiérrez                    |
| 1957–1958 | Gaspar Rubio                        |
| 1958–1962 | Fernando Marcos                     |
| 1962–1965 | Ignacio Trelles                     |
| 1965      | Alejandro Scopelli                  |
| 1965      | José Moncebáez                      |
| 1965–1966 | Alejandro Scopelli                  |
| 1966–1967 | Ángel Papadopulos                   |
| 1967–1968 | Andrés Prieto                       |
| 1968–1969 | Walter Ormeño                       |
| 1969–1970 | Alejandro Scopelli                  |
| 1970      | Luis Grill                          |
| 1970–1974 | José Antonio Roca                   |
| 1975      | Pedro Nájera                        |
| 1975–1979 | Raúl Cárdenas                       |
| 1979      | Alejandro Scopelli                  |
| 1979–1980 | José Antonio Roca                   |
| 1981–1984 | Carlos Reinoso                      |
| 1984–1985 | Mario Pérez                         |
| 1985–1987 | Miguel Ángel López                  |
| 1987      | Cayetano Rodríguez                  |
| 1987–1990 | Jorge Silva Vieira                  |
| 1990      | Roberto Rodríguez                   |
| 1990–1991 | Dragoslav Šecularak                 |
| 1991      | Carlos Miloc                        |
| 1991      | Roberto Rodríguez                   |
| 1991–1992 | Paulo Roberto Falcão                |
| 1992–1994 | Miguel Ángel López                  |
| 1994–1995 | Leo Beenhakker                      |
| 1995      | Emilio Ferrara                      |
| 1995      | Mirko Jozić                         |
| 1995–1996 | Marcelo Bielsa                      |
| 1996      | Jorge Castelli                      |
| 1996      | Ricardo La Volpe                    |
| 1996      | Carlos de los Cobos                 |
| 1997      | Jorge Solari                        |
| 1997      | Gonzalo Farfán                      |
| 1998      | Carlos Reinoso                      |
| 1999      | Carlos Kiesse                       |
| 1999–2000 | Alfredo Tena                        |
| 2000      | Gonzalo Farfán                      |
| 2000–2001 | Alfio Basile                        |
| 2001–2002 | Manuel Lapuente                     |
| 2002      | Mario Carrillo                      |
| 2002–2003 | Manuel Lapuente                     |
| 2003–2004 | Leo Beenhakker                      |
| 2004      | Óscar Ruggeri                       |
| 2004–2005 | Mario Carrillo                      |
| 2006      | Víctor Manuel Aguado                |
| 2006      | Manuel Lapuente                     |
| 2006–2007 | Luis Fernando Tena                  |
| 2007–2008 | Daniel Brailovsky                   |
| 2008      | Rubén Omar Romano                   |
| 2008      | Juan Antonio Luna                   |
| 2008–2009 | Ramón Ángel Díaz                    |
| 2009–2010 | José de Jesús Ramírez Ruvalcaba     |
| 2010–2011 | Manuel Lapuente                     |
| 2011      | Carlos Reinoso                      |
| 2011      | Alfredo Tena                        |
| 2012–2013 | Miguel Herrera                      |
| 2014      | Antonio Mohamed                     |
| 2015      | Gustavo Matosas                     |
| 2015–2016 | Ignacio Ambríz                      |
| 2016–2017 | Ricardo La Volpe                    |
| 2017–2020 | Miguel Herrera                      |
| 2021–2022 | Santiago Solari                     |
| 2022–2023 | Fernando Ortiz                      |
| 2023–0000 | André Jardine                       |